# Safiran Airlines
Safiran Airlines war eine iranische Fluggesellschaft mit Sitz in Teheran und Basis auf dem Flughafen Teheran-Mehrabad. Sie war spezialisiert auf Luftfracht, Charterdienste und Wet-Leasing. Die Gesellschaft wurde 1988 gegründet und nahm 1990 den Betrieb auf. Sie befand sich im Besitz von vier iranischen Familien.
2013 wurde der Betrieb eingestellt. Zu diesem Zeitpunkt bestand die Flotte der Safiran Airlines aus drei Antonow An-140.